# 股市小说
股市小说作为一类特殊的小说文学作品，其背景选择为股票市场，因而受到特殊的读者群体的关注。很多证券从业人士，以股市中跌宕起伏的生活为素材，写出了股市题材的小说，因而此类小说的著作者也有其特殊性。篇幅构成以中短篇为主。

## 例子
- 《散户大厅》（黄海懿）
- 《股路不歸》（王新平著）, 寫股市操盤手，反映人性在股市中受考驗  （页面存档备份，存于）
- 《股惑》（容嵩著）, 寫股民『喜、怒、哀、樂、悲、恐、驚』，貪婪與恐懼，弱肉強食
- 《笑傲股市之股票買賣原則》, 作者 - 威廉歐奈爾（英语：William O'Neil）